# Испосница
Испосница је место где би се монах подвизивао, а овакав монах био је познат под називом пустињак или еремита. Главна одлика овог монашког начина живота је одвојеност, не само од света него и од монаха са којима се живи у заједници. Пустињачком начину живота приступали су, по савету и надзору игумана и искусних духовника само они монаси који су се одликовали дугогодишњим подвижничким животом.